# Marek Bychawski
Marek Bychawski (* 1. Januar 1954 in Warschau; † 9. Februar 2010 ebendort) war ein polnischer Jazzmusiker (Trompete, Komposition).

## Wirken
Bychawski begann seine Karriere als Jazztrompeter Mitte der 1970er Jahre in einer Band, die er zusammen mit dem Bassisten Piotr Rodowicz gründete; zwischen 1975 und 1978 traten die beiden oft als Duo auf. Daneben arbeitete er mit dem Adekwatny-Theater zusammen, wo er Musik für eine Aufführung der Bhagavad Gita schuf. Er war auch im Jazzclub Riviera Remont aktiv. In den 1980er Jahren spielte er in den Bands Heritage, In Tradition, Mingus Mingus, Young Power, Włodek Pawlik Quartet und Daab. 1985 bildete er mit dem Pianisten Waldemar Zajączkowski die Band EzzThetics, die Sänger wie Lora Szafran, Mietek Szcześniak, Ryszard Rynkowski und vor allem Beata Molak, die er heiratete, begleitete. Er hat auch mit Hanna Banaszak, Edyta Geppert, Grażyna Auguścik, Danuta Błażejczyk, Majka Jeżowska, Kazik Staszewski und der Gruppe Bajm zusammengearbeitet. 2002 erschien unter eigenem Namen das Album Reflective Mind.
Bychawski schuf Musik für Fernsehspiele. Er komponierte auch Filmmusik für Bluszcz (1983), Odwiedz mnie we snie (1996) und Rodzina zastepcza (1999).